# مالوآککولایوو
مالوآککولایوو (به لاتین: Maloakkulayevo) یک منطقهٔ مسکونی در روسیه است که در باشقیرستان واقع شده‌است.